# Oceánidas

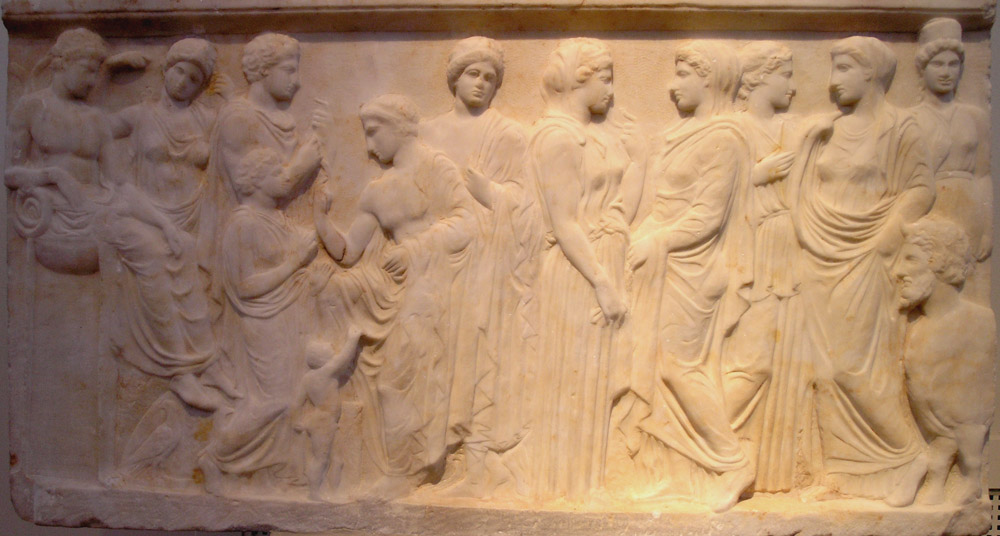
Relieve votivo dedicado al dios Cefiso, representado en mitad de una asamblea divina en la que también están Aqueloo y un toro antropomórfico (Museo Arqueológico Nacional de Atenas).

En la mitología griega, los Oceánidas (en griego Ποταμοί Potamoí, ‘ríos’; en latín Fluminae), también conocidos popularmente como dioses fluviales o dioses-río, eran las personificaciones de los ríos a los que se suponía gobernados por ellos. Hesíodo los hace hijos de Océano y Tetis y los enumera, uno por cada río conocido en la época. De esta forma, serían hermanos de las Oceánides.
Se los representaba como ancianos de larga barba con los atributos fauna y flora propios del río del que tomaban el nombre. Lucían guirnaldas o coronas hechas con la vegetación del lugar o dos cuernos, si el río se dividía en varios brazos o afluentes. Se los solía invocar antes de cruzarlos, con el enorme respeto que merecían. En numerosas esculturas los dioses fluviales se apoyan en cántaros del que mana el agua del río, más o menos inclinados dependiendo de la rapidez con que circulaban las mismas.
Hesíodo ya nos narraba, de entre tres mil hermanos, los más antiguos entre ellos:
«Tetis con Océano parió a los voraginosos Ríos: el Nilo, el Alfeo, el Erídano de profundos remolinos, el Estrimón, el Meandro, el Istro de bellas corrientes, el Fasis, el Reso, el Aqueloo de plateados remolinos, el Neso, el Rodio, el Haliacmón, el Heptáporo, el Gránico, el Esepo y el divino Simunte, el Peneo, el Hermo, el Ceco de bella corriente, el largo Sangario, el Ladón, el Partenio, el Eveno, el Ardesco y el divino Escamandro».

«Pues son tres mil (...) los Ríos que corren estrepitosamente, hijos de Océano, a los que alumbró la augusta Tetis. ¡Arduo intento decir un mortal el nombre de todos ellos! Más conocen cada uno en particular a aquellos que habitan sus riberas».
Higino, autor posterior, también cita a las corrientes del mundo:
«De la misma simiente (Océano y Tetis, nacen) los Ríos: Estrimón, Nilo, Éufrates, Tanais, Indo, Cefiso, Ismeno, Axeno, Aqueloo, Simunte, Ínaco, Alfeo, Termodonte, Escamandro, Tigris, Meandro, Orontes».
Homero cita los ríos que discurren por tierras troyanas:
«Poseidón y Apolo decidieron arruinar el muro con la fuerza de los ríos que corren de los montes ideos al mar: el Reso, el Heptáporo, el Careso, el Rodio, el Granico, el Esepo, el divino Escamandro y el Simoente, en cuya ribera cayeron al polvo muchos cascos, escudos de boyuno cuero y la generación de los hombres semidioses».

## Relación de oceánidas

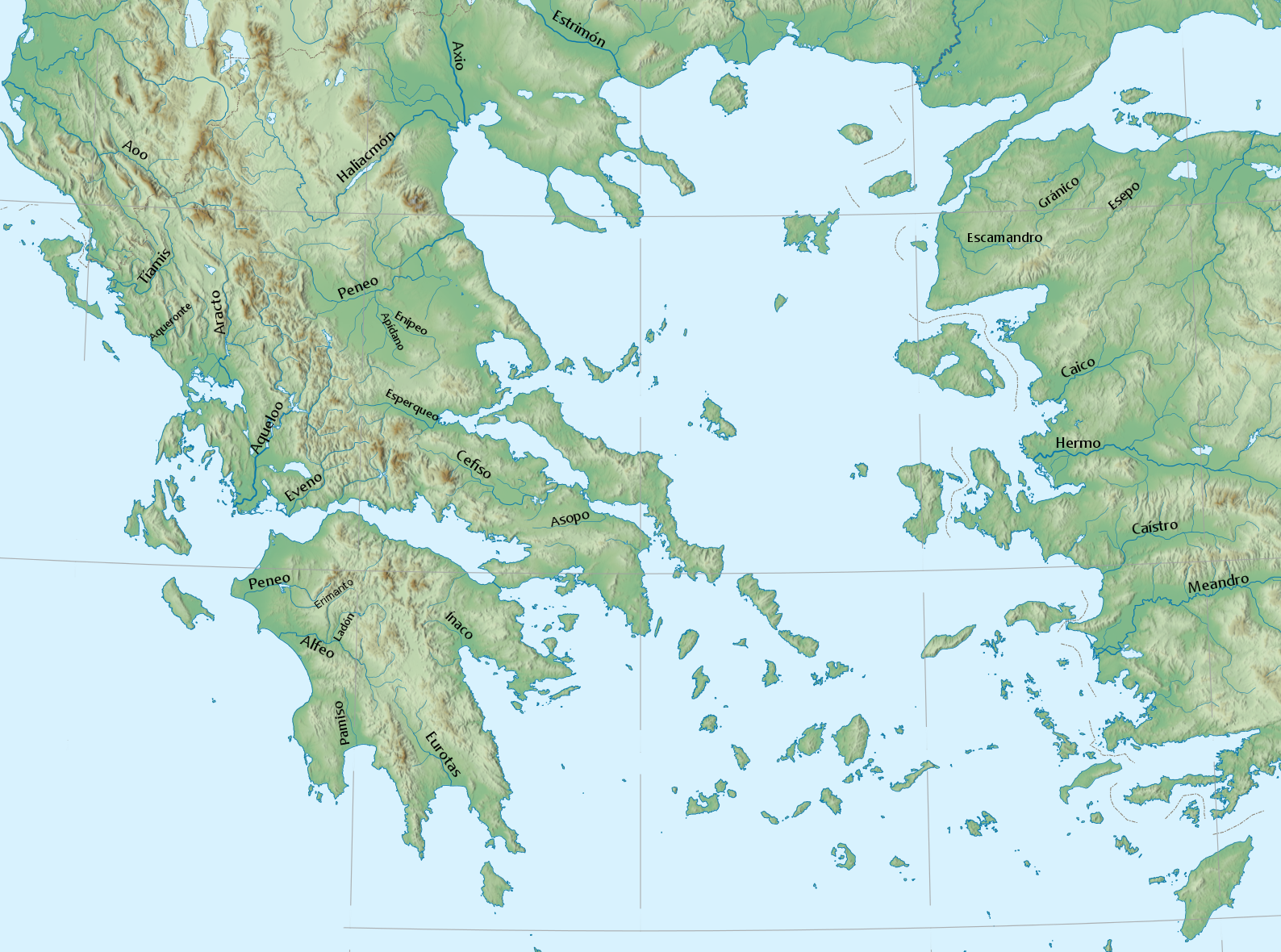
Mapa de algunos de los ríos de la Antigua Grecia. Los Oceánidas eran divinidades que personificaban los diversos ríos conocidos por los griegos.

### Dioses fluviales oceánidas
Estos son todos los descendientes masculinos citados explícitamente como prole de Océano y Tetis:
- Alfeo[5][6][7] (Arcadia) — dice Pausanias que se prendó de la ninfa Aretusa pero no pudo alcanzarla.[8] Homero alega que sus aguas riegan la tierra de los pilios, y que engendró a Ortíloco, éste a Diocles y éste a los gemelos Cretón y Orsíloco; estos murieron a manos de Eneas en Troya.[9]
- Aqueloo (Etolia) — príncipe de los ríos, y padre de las sirenas y de, entre ellas, las ninfas Pirene y Castalia.[5][6] Heracles pretendió a Deyanira y por conseguirla luchó contra Aqueloo metamorfoseado en toro, y le quebró uno de los cuernos. Se casó con Deyanira y Aqueloo recobró el cuerno entregado a cambio el de Amaltea.[10]
- Ardesco (Tracia)[5]— a pesar de estar incluido en la Teogonía no ha podido ser identificado.
- Asopo (Beocia y Argos) — otros lo creen hijo de Zeus y Eurínome, o de Poseidón y Pero o Celusa; fue padre de Egina y Tebe, entre otras muchas náyades, las Asópides.[11]
- Axio[12][13] o Axeno[6] (Peonia, Macedonia) — Aquiles acometió a  Asteropeo, hijo de Pelegón, a quien el Axio, de vasto caudal, había engendrado con Peribea, la hija mayor de Acesámeno.[12]  Axio también es el antepasado de Eufemo y su hijo Euríbato, quien derrotó a la dragona Síbaris.[13]
- Caico, Caíco o Ceco (Teutrania, Misia)[5] —  ya mencionado por Esquilo.[14] Originalmente el río llevó el nombre por Astreo, un hijo de Neptuno (Poseidón) que yació sin querer con su propia hermana y se arrojó al río Aduro, que después se llamó Astreo. Posteriormente Caico, hijo de Hermes y la ninfa Ocírroe, habiendo matado a Timandro, y por miedo a ser descubierto, se arrojó al río Astreo y desde entonces se llama Caico.[15]
- Cefiso[6] (Beocia, Orcómeno) — el río Cefiso fluye a través de Orcómeno, donde también son honradas las Gracias. Eteoclo, el hijo del río Cefiso, fue el primero que hizo un sacrificio en honor de éstas, como dice Hesíodo.[16]
- Erídano (Hiperbórea) — límite septentrional del mundo y asociado tardíamente con el río Po o el Danubio;[5][17] Faetonte y el carro del sol cayeron en sus aguas; allí lloraron las Helíades;[18] Heracles le preguntó a las ninfas del Erídano cuál era el camino a seguir hacia el jardín de las Hespérides.[19] En las bodas de Poseidón y Beroe Erídano trajo como regalo ámbar de los árboles de las Helíades.[20]
- Escamandro (Tróade) —  Hefesto se enfrentó al gran río de profundos torbellinos, que los dioses llaman Janto y los hombres Escamandro.[21][5][6][7] Otros dicen que el vortiginoso Janto, río de hermosa corriente, fue engendrado por Zeus.[22] Allí reinaba Teucro, hijo del río Escamandro y de la ninfa Idea, por él los habitantes del país se conocían con el nombre de teucros.[23] Tros ocupó el trono dio su nombre a toda la región de Troya, y casado con Calírroe, hija del Escamandro, tuvo, entre otros, a Ganimedes.[24]
- Esepo (Tróade)[5]— su hija fue Abarbárea y sus nietos Esepo y Pédaso, quienes murieron en Troya.[25]
- Estrimón (Edonia, Tracia)[5][6][7]— a veces llamado rey de Tracia.[26] Fue padre de Reso en unión con una de las musas, Euterpe o Calíope.[27] También fue padre de Ródope, la esposa de Hemo.[28][29] Argos casó con Evadne, la hija del dios fluvial Estrimón y Neera.[30]
- Éufrates (Asiria), uno de los dos ríos de Mesopotamia,[6][7] pero se le llama persa.[31] En las bodas de Poseidón y Beroe Éufrates regaló a la muchacha suaves sedas bordadas por una hilandera.[31]
- Eveno (Etolia)[5] —  o bien antes se llamaba Licormas y luego Eveno, por un hijo de Ares que se arrojó al río.[7]
- Fasis (Cólquide) — límite oriental del mundo;[5][7] según Valerio Flaco el río Fasis tiene a Zeus como padre.[32]
- Gránico o Granico (Tróade)[5]— sin embargo Estéfano de Bizancio dice que Gránico deriva de Greco, un hijo de Tésalo.[33] Alexírroe, hija del Gránico de dos cuernos, añumbró en secreto a Ésaco en las faldas del monte Ida.[34] Sobre su cuerpo derribó al divino Atimnio, al que antaño para el fuerte Ematión dio a luz la ninfa Pegáside o Pegasis, de hermosos cabellos, junto a las corrientes del río Granico.[35]
- Haliacmón (Macedonia)[5]— Hesíodo lo menciona, pero Estrabón aclara que fluye hasta el golfo de Terme y que una parte de sus corrientes riega Pieria.[36]
- Heptáporo o Heptáforo (Tróade)[5]— a pesar del ser mencionado por Homero y Hesíodo el Heptáporo es un pequeño río que fluye cerca del monte Ida de la Tróade.[37]
- Hermo (Lidia)[5] —  Aquiles capturó a Ifitión Otrintida, que nació junto a la laguna Gigea, a orillas del Hilo rico en peces, y del turbulento Hermo.[38] El amante de Dioniso, Ámpelo, se lamentaba piadosamente con su rostro sin sonrisas; y así se detuvo el flujo de las cañas del Hermo lidio.[39]
- Ínaco (Argos) —  primer rey argivo y padre de Foroneo y de la ninfa Ío, a la que Zeus convirtió en vaca.[6][7] Dice Pausanias que Cefiso, Asterión, Ínaco y Foroneo asistieron como jueces entre la disputa entre Hera y Poseidón; declararon vencedora a Hera.[40]
- Indo (Paquistán)[6]— el Pseudo-Plutarco nos dice que primero se llamaba Mausolo, por un hijo del Sol (Helios).[41]
- Ismeno (Beocia)[6][7] —  dice Calímaco que el Ismeno, de negros guijarros, y acompañado de la mano de sus hijas Dirce y Estrofia, rehuyó dar asistencia y asilo a Leto, cuando ésta buscaba un sitio para alumbrar, pues Hera lo impedía.[42] Otros lo hacen hijo de Asopo y Metope.[43] Pudiera ser el mismo que Caanto.[44]
- Istro (Escitia)[5]— dice Eliano que el Istro desemboca en las aguas del Euxino, pero que es considerado el rey de los ríos de su país.[45]
- Ladón (Arcadia)[5] —  padre de Metope, la esposa de Asopo.[46] En las aguas del Ladón Siringa sufrió su metamorfosis.[47] El pueblo de Telpusa llevó su nombre por la propia Telpusa, de quienes dicen es hija del Ladón.[48]
- Meandro (Caria)[5][6] —  el Meandro avanza durante un tiempo a través de Frigia y luego establece la frontera entre Caria y Lidia por la llanura llamada del Meandro, haciéndose tan extremadamente sinuoso que a todas esas sinuosidades se las llama meandros por el río.[49] Mileto había fundado las almenas de su país, Mileto, y se desposó con Cianea en las corrientes del Meandro, padre de esta ninfa .[50]
- Nesto[51] o Neso[5] (Bistonia, Tracia) —  Hesíodo usa la forma «Neso», esto es, «isleño» pero nada más añade.[5] Ptolomeo usa la forma Nesto (Νέστος) y dice que sus aguas separan Macedonia de Tracia.[51] Su hija Calírroe fue amada por Ares.[52]
- Nilo (Egipto) —  el dilatado Nilo, el río que tanta tierra fertiliza;[53] es el límite meridional del mundo.[5][6][7] Píndaro dice que es hijo de Cronos.[54] Épafo fue rey de los egipcios y se desposó con Menfis, hija del Nilo; en su nombre fundó la ciudad de Menfis y engendró una hija, Libia, epónima de ese país.[55] Ío dio a luz al hijo de Zeus, Épafo, junto al río Nilo.[56] Belo permaneció en Egipto y fue rey; se casó con Anquínoe, hija del Nilo, y tuvo hijos gemelos, Egipto y Dánao.[55]
- Orontes (Siria)[6]—  Antes toda la llanura al pie de Emblonos estaba inundada por obra de Orontes, pues en su afán, olvidando el mar, ardía de deseo por Melibea, una hija de Océano de ojos oscuros. Heracles tuvo que luchar contra el dios fluvial para calmar su cauce, emitiendo Orontes poderosos bramidos que resonaban; así se formó la bahía de Heracles.[57]
- Partenio (Paflagonia)[5] —  Podalirio acabó al momento con el divino hijo de Agaméstor, con Clito, al que una ninfa de hermosos cabellos dio a luz junto a las corrientes del Partenio, que como el aceite corre por esa tierra, hasta verter en el Ponto Euxino sus aguas de bello caudal.[58]
- Peneo (Tesalia) —  río tesalio por antonomasia.[5] Se unió a la náyade Creúsa, hija de Océano y Gea.[59] Fue padre de Andreo de Orcómeno[60] y de Hipseo; antepasado de los lapitas.[61] Los poetas latinos le hacen sufrir por la pérdida de su hija Dafne, asediada por Apolo.[62]
- Reso (Tróade, Bitinia)[5][63] —  Ῥῆσος, tributario del Gránico, desemboca en el Bósforo tracio, en Calcedonia.[64] En el Barrington Atlas of the Greek and Roman World se dice que el Reso podría tratarse del Karaath Çay.[65]
- Rodio (Tróade, Misia) —  citado por Hesíodo y Homero, poco o nada más se sabe.[5][66]
- Sangario o Sagario (Frigia) —  Príamo tomó por segunda esposa a Hécuba, hija, según algunos, del río Sangario y Metope. Su primer hijo fue Héctor.[67][5][7] Sangario también proviene de Sangas, un muchacho que ofendió a Rea y ésta lo convirtió en agua.[68] De los órganos sexuales y cercenados de Agdistis nació, en contacto con el suelo, un almendro que tenía un fruto en sazón, y dicen que Nana, hija de Sangario, tomó el fruto.[69]
- Símois, Simois, Simoente o Simunte (Tróade)[5][6] —  En cuanto llegaron a Troya y a los dos ríos que allí corren, donde el Simoente y el Escamandro hacen confluir sus cauces.[70] Erictonio, que heredó el reino, desposado con Astíoque, hija del Símois, engendró a Tros. Cuando éste ocupó el trono dio su nombre a toda la región de Troya.[71] De Asáraco y Hieromneme, hija del Símois, nació Capis; de Capis nació Anquises, con quien yació Afrodita por deseo amoroso y engendró a Eneas.[71]
- Tanais (Escitia)[6][7] —  mencionado por Estrabón, sus corrientes separan Europa de Asia; el lago Meotis descansa en su parte septentrional.[72]
- Termodonte (Ponto y Asiria) —  sus aguas recorren Temiscira, la capital del reino de las amazonas.[73] [6][7] Las amazonas eran, en efecto, de la estirpe de Ares y de la ninfa Harmonía, la cual le alumbró a Ares unas hijas belicosas, tras compartir su lecho en los valles del bosque de Acmón.[74]
- Tigris (Asiria) —   uno de los dos ríos de Mesopotamia.[6][7]Unos dicen que el río se llamaba así porque Dioniso, por designio de Hera, vagó enloquecido por mar y tierra, deseoso de librarse de su demencia. Al llegar a Armenia y no pudiendo pasar el río antes mencionado, invocó a Zeus quien, escuchando sus plegarias, le envió un tigre que lo llevó sano y salvo sobre las aguas. En recuerdo de este accidente, llamó al río Tigris.[75]

### Otros dioses fluviales
Los siguientes son ríos y dioses fluviales, pero no se especifica en las fuentes que sean explícitamente hijos de Océano y Tetis. Cuando se los describe individualmente se suele omitir su filiación. Algunos fueron mortales con filiación común, otros transformados en ríos, o que tras su muerte se hicieron epónimos. Pueden aparecer como dioses fluviales o ríos ordinarios; están descritos los ríos que aparecen en textos mitográficos. 
- Acis (Sicilia) —  Cuenta Ovidio que Acis, hijo de Pan, fue convertido en un río; luchó contra Polifemo por el afecto de Galatea y murió a manos de su rival; ahora el río Acis discurre por las faldas del monte Etna.[76]
- Almón o Anemón (Lacio) —  el río Almo es una pequeña corriente que fluye en los territorios aledaños de Roma. Los augures se dirigen a Tiberino, Espinón, Anemón, Nodino y otros nombres de ríos próximos.[77] Su hija, más célebre, es la ninfa Lara.[78]
- Amniso (Creta) —  Artemisa se bañaba en sus aguas, al tiempo que la siguen sus compañeras las ninfas, congregadas desde la fuente misma del Amniso.[79] Cuando Artemisa se encontraba en las rodillas de Zeus, siendo aún niña, le pidió a su padre un cortejo de veinte ninfas Amnisíades, todas de nueve años, para que se encargaran de asistirla antes y después de la caza.[80]
- Anapo o Anapis (Sicilia) —  en Sicilia los siracusanos representan a Anapo como un hombre.[81] Hay entre Cíane y la pisea Aretusa una ensenada en la que vivía la azulada Cíane, que se gozaba de haber haber sido amada por el Anapo.[82]
- Anauro (Tesalia) —  Jasón, que inclinado a la agricultura vivía en el campo, se apresuró a asistir, y al cruzar el río Anauro, salió con una sola sandalia, perdida la otra en la corriente.[83] La tumba de Cicno y su túmulo lo quitó de la vista el Anauro, crecido con lluvia de tormenta; pues así se lo ordenó el Letoida Apolo.[84]
- Anfriso (Tesalia) —  riachuelo que discurre por Feras, donde Apolo, arrojado del Olimpo por su padre Zeus por haber dado muerte a los cíclopes, se vio obligado a guardar los rebaños de Admeto, rey de aquella región.[85] Fue Atamante quien fundó Halo, pero en época posterior, después de una destrucción, fue colonizada por los farsalios. Se encuentra en la parte alta de la llanura Crocia, y el río Anfriso fluye junto a sus murallas.[86]
- Anigro (Élide) —  al pie de estas montañas, en la costa, se encuentran dos grutas; una es la de las ninfas Anigríades, la otra es aquella en la que la leyenda sitúa las historias de las Atlántides y el nacimiento de Dárdano.[87] El Anigro baja del monte de Arcadia Lápito y cerca de sus fuentes su agua no huele bien, e incluso horriblemente mal. Dicen que ese olor proviene de cuando Quirón o Pilénor, otro centauro, se limpió la herida de la flecha con la sangre envenenada de la Hidra de Lerna.[88]
- Apídano (Tesalia) —  al instante llegó Asterión, al que había engendrado Cometes. Habitaba Piresias junto a las aguas del voraginoso Apídano cerca del monte Fileo, donde el gran Apídano y el divino Enipeo confluyen, viniendo ambos a reunirse de muy lejos.[89]
- Aqueronte (Tesprotia, Hades) —  el «río del dolor» y padre de Ascálafo con Orfne o Górgira.[90] Una décima parte de las aguas del río Océano discurren por el Tártaro.[91] Sus afluentes son el Cocito y el Flegetonte.[92] Otros dice que era hijo de Helios y de Gea o Deméter, y que fue transformado en río por haberle dado de beber a los titanes.[93] Caronte viajaba a través de las aguas de las corrientes del Aqueronte y el Estigia.[94]
- Araris (Galia) —  un río de la Galia céltica; su nombre se debe a que está mezclado con el río Ródano, porque cae en el Ródano en el país de los alóbroges. Se dice que un tal Arar, que estaba de caza, entró en el bosque, y allí encontró a su hermano Celtíbero despedazado por las fieras. Arar se hirió mortalmente de pena y cayó al río Brígulo; por este accidente fue llamado después con su propio nombre, el Arar.[95]
- Araxes (Armenia) — dice Estrabón que el Araxes baja turbulentamente desde Armenia.[96] Otros dicen que este río fue así llamado por Araxo, hijo de Pilo, porque él, contendiendo con su abuelo Arbelo por el imperio, le disparó con una flecha. Como seguía siendo perseguido por las Furias se arrojó al río Bactro, que fue llamado desde entonces como el Araxes.[7]
- Arno (Etruria) —  Pisa es una fundación de los pisates del Peloponeso que, tras haber participado con Néstor en la expedición a Troya, se  extraviaron en el viaje de regreso, unos en Metapontio, otros en Pisatis, aunque manteniendo todos el nombre de pilios. Se encuentra ubicada justo en medio de la misma confluencia de dos ríos: el Arno y el Áusar; el primero de ellos trae desde Arretio un abundante caudal, aunque no todo en un único cauce, sino dividido en tres brazos, y el segundo nace en los montes Apeninos.[97]
- Ascanio (Bitinia, Misia) —  Hilas fue raptado por las ninfas en Misia, cerca del pueblo de Cío y el río Ascanio.[98]
- Asterión (Argos) — Dice Pausanias que Cefiso, Asterión, Ínaco y Foroneo asistieron como jueces entre la disputa entre Hera y Poseidón; declararon vencedora a Hera.[40] Sus hijas,  Eubea, Prosimna y Acrea, fueron las nodrizas de Hera.[99]
- Bafiras — los macedonios que habitan en Pieria dicen que en Dío las ménades que habían matado a Orfeo, intentaron purificarse en el río llamado Helicón, que a los setenta y cinco estadios desaparece bajo tierra; y, después de un intervalo de aproximadamente veintidós estadios, el agua sube de nuevo y toma el nombre de Bafiras en lugar de Helicón.[100]
- Borístenes (Escitia) —  entonces Ártemis hizo aparecer ante el altar a un novillo en el lugar de Ifigenia, y a la doncella la condujo muy lejos de la Hélade, a la región del Ponto llamado Euxino al lado de Toante, hijo de Borístenes. Al pueblo aquel de pastores, Ártemis lo denominó Táurica.[101] Los padres del epónimo Targitao fueron Zeus y una hija del río Borístenes.[102]
- Bricón o Briconte (Calcídice, Tracia) — las llanuras de los sitones y los campos de Palene, donde el Bricón, de cuernos de buey, y que sirvió a los gigantes, engorda con sus aguas.[103]
- Caanto (Beocia) —  dice Pausanias que Caanto fue ordenado por su padre Océano para buscar a su hermana Melia, que había sido secuestrada por Apolo, pero al ser incapaz de obtener Melia lejos de Apolo, Caanto prendió fuego al santuario de Apolo, y Apolo, como respuesta, lo asaeteó hasta la muerte.[44]
- Caístro (Lidia) —  tras cruzar el monte Tmolo y la cadena del Mesógide hacia la parte sur, a treinta estadios de Nisa, hay un lugar llamado Limón al que marchan en procesión los niseos y todos los habitantes de alrededor; allí hay una pradera con un heroon de Caístro, y cerca discurre el propio río.[104] Fueron Coreso, un autóctono, y Éfeso, considerando que Éfeso es el hijo del río Caístro, quienes fundaron el santuario y por Éfeso tiene su nombre la ciudad.[105]
- Cebrén (Tróade) — Ésaco se desposó con Astérope, hija del Cebrén, y al enviudar, por sus lamentos fue transformado en pájaro.[106]
- Cecino (Brucio) —  respecto al púgil Eutimo, dicen los locales que era hijo del río Cecino, que haciendo frontera entre la región de Lócride y de Regio presenta la maravilla relativa a las cigarras. En efecto, las cigarras que están dentro de la Lócride hasta el Cecino cantan igual que las otras, pero las cigarras de la zona de Regio que está después de cruzar el Cecino no emiten ningún sonido.[107]
- Cefiso (Ática) — Erecteo se desposó con Praxítea, hija de Frásimo y Diogenía, hija del Cefiso, y engendró, entre muchos hijos, a Cécrope, su sucesor.[108]
- Cefiso (Argos) — Dice Pausanias que Cefiso, Asterión, Ínaco y Foroneo asistieron como jueces entre la disputa entre Hera y Poseidón; declararon vencedora a Hera.[40]
- Cidno (Cilicia) — a la falange de las basárides, y a las otras mujeres portadoras de ramas, las salvaron del muy resonante fragor de las profundidades las hijas del Cidno, río amante del viento Céfiro, sabedoras de los acuáticos rumbos de la navegación. A éstas las había entregado como regalo su padre a Dioniso, a causa de su victoria en la guerra índica, y eran náyades expertas en la guerra, a las que una vez adiestró el cilicio Tifoeo mientras mantenía su pugna contra el Crónida Zeus.[109]
- Citero o Citerón (Élide) —  dista unos cincuenta estadios de Olimpia una aldea de los eleos, Heraclea, y junto a ella está el río Citero. Hay una fuente que vierte en el río y un santuario de las ninfas junto a la fuente.[110] Los nombres personales de cada una de las ninfas son Califaea, Sinalasis, Pegea e Yasis, y el sobrenombre común Jónides; se llaman así por Ión, hijo de Gargeto, que emigró allí desde Atenas.[111]
- Cládeo (Élide) —  en el mismo extremo está el Cládeo, el río que más honran los eleos después del Alfeo.[112] En Olimpia se dice que en el mismo extremo del altis hay detrás del hereo altares del río Cládeo.[113]
- Clitumno (Umbría) —  el Clitumno (la grafía moderna prefiere la forma «Clitunno») es un río de la Umbría, afluente del Tíber por la izquierda. Lo menciona Virgilio como una de las pocas cosas que el romano triunfador ve al llegar. Hay un templo de Clitumno en las riberas del río.[114]
- Cocito (Hades) —  afluente del Aqueronte y «río de los lamentos».[115]  Al menos una ninfa, Mente, estaba asociada a las aguas del Cocito.[116] Su hijo es el río Flegentonte.[117]
- Cremetes (Libia) —  y a cargo de tal multitud estaba Cratégono, que nació de la joven Anquírroe, hija de Cremetes, junto a las llanas riberas de su padre, al unirse en un amor breve con el insensato Psilo, pues el amante que estrechaba entre sus brazos había desafiado a los dioses.[118]
- Crimiso (Sicilia) —  se dice que de las hijas de Fenodamo de Troya una de ellas (sin citar su nombre) despertó la pasión del río Crimiso. Así, adoptando la forma de un perro yació con ella. De esta unión nació un noble vástago, Acestes; éste fundó tres lugares (Egesta, Erice y Entela en Sicilia).[119]
- Egeo (Esqueria o Córcira) —  unas se llamaban hijas del río Egeo, otras moraban en las cumbres del monte de Mélite, y otras eran de los bosques de las llanuras. Pues las había invitado la propia Hera, esposa de Zeus, para honrar a Jasón durante su ceremonia con Medea. Incluso ahora todavía se denomina gruta sagrada de Medea aquella donde los unieron entre sí, luego de extender sus perfumados vestidos.[120][121] La hija de Egeo, Mélite, le dio a Heracles a Hilo.[122]
- Elisón o Elisonte (Acaya) —  el Elisón serpentea por sus riberas curvas; tiene un terrible privilegio ese río: limpia, según se dice, con sus aguas austeras a las Euménides Estigias. En sus aguas suelen sumergir sus rostros y las serpientes cornudas que jadean al beber del Flegetonte.[123]
- Enipeo (Tesalia) —  Tiro, hija de Salmoneo se enamoró del río Enipeo, y a menudo se acercaba a su corriente para lamentarse. Pero Poseidón, tomando la figura de Enipeo, se unió a ella, que en secreto dio a luz gemelos y los abandonó.[124][125] Ovidio dice, alterando la versión más común, que Poseidón asumió la forma de Enipeo para unirse con Ifimedea, en cambio.[126]
- Erasino (Argos) —  la corriente del Erasino flaquea la entraga de Argos.[127] Los estinfalianos atribuyen a Erasino y Metope una semejanza con el ganado en sus estatuas de culto.[128] Partió Britomartis de Fenicia, en primer lugar a Argos, a visitar a las hijas de Erasino: Bize, Mélite, Mera y Anquírroe.[129]
- Erídano (Ática) — el argonauta Butes era hijo de Teleonte y de Zeuxipe, hija de Erídano, de Atenas.[130]
- Erimanto (Arcadia) —  más allá está Psófide. Por ella corren el río Aroanio y, un poco más lejos de la ciudad, el Erimanto. El Erimanto tiene sus fuentes en el monte Lampea, que se dice que está consagrado a Pan. El Lampea sería una parte del monte Erimanto.[131] Los de Psófide tienen también junto al Erimanto un templo del dios fluvial Erimanto y una imagen.[132][133]
- Esperqueo (Ftiótide) —  Dríope era hijo del río Esperqueo y de Polidora, una de las hijas de Dánao. Reinó Dríope en la región del Eta, y tuvo una hija única, también llamada Dríope.[134] De la primera hilera era jefe Menestio, de tornasolada coraza, hijo del Esperqueo, el río alimentado por las aguas del cielo. Lo había dado a luz la hija de Peleo, la bella Polidora, mujer que había yacido con el infatigable Esperqueo, aunque nominalmente por obra de Boro, hijo de Perieres.[135][136]
- Eurotas (Laconia) — dicen que a la muerte de Miles, heredó el reino su hijo Eurotas. Éste hizo bajar al mar mediante un canal el agua estancada de la llanura, y cuando la vació (lo que quedaba era ya la corriente de un río) lo llamó Eurotas.[137] Zeus, transformado en cisne, se unió a Leda junto al río Eurotas y de él engendró a Pólux y a Helena.[138]
- Fílide o Filis (Tinia, Anatolia) —  tras éste la desembocadura del Fílide, donde antaño Dípsaco acogiera en sus moradas al hijo de Atamante, Frixo, cuando con el carnero huía de la ciudad de Orcómeno. A Dípsaco lo había alumbrado una ninfa de las praderas en unión con el río Fílide.[139]
- Flegetonte o Piriflegetonte (Hades) —  el «río de las llamas»; afluente del Aqueronte; también es hijo de Cocito.[117]
- Ganges (India) —  estaba el indo Atis, a quien Limnea, nacida del río Ganges, parió bajo sus vítreas aguas, según reza la fama.[140] Por ti, Dioniso, el Oriente ha sido vencido hasta donde la India de color oscuro ve sus aguas teñidas por el Ganges en su desembocadura.[141] El Ganges también fue padre de Anaxibia, la que fue asediada por Helios.[7]
- Halis (Paflagonia, Ponto) — la tierra de Asiria, donde Zeus, engañado por sus propias promesas, estableció a Sinope, la hija de Asopo. Pues él deseaba su amor y accedió a otorgarle lo que en su corazón anhelara, mas ella con astucia le pidió la virginidad. Así también burló, entre otros pretendientes, al río Halis.[142][143]
- Hebro (Ciconia, Tracia) —  Hebro, tú fluyes, el más hermoso de los ríos, más allá de Aeno en el mar turbio, surgiendo a través de la tierra de Tracia.[144] Los vastos reinos de Licurgo , donde se extiende el helado Ródope hasta el Hemo con sus sombras, y el sagrado Hebro impulsa sus aguas de cabeza hacia fuera.[145][7] Luciano dice que la ninfa epónima Ródope fue hija del Hebro.[146]
- Hidaspes (India) —  hijo de Taumante y Electra; padre de Deríades, el principal enemigo de Dioniso citado en las Dionisíacas.[147] Dicen que una tal Crisipe, por el impulso de Afrodita, a quien había ofendido, se enamoró de su padre Hidaspes. Con la ayuda de su nodriza consiguió yacer con él, pero Hidaspes; una vez enterado de lo que había ocurrido, enterró viva a la nodriza y crucificó a su hija. Apenado por la muerte de su hija se arrojó al río Indo que más tarde fue llamado con su nombre, el Hidaspes.[148]
- Iliso (Ática) —  se cuenta que junto al Iliso fue donde Bóreas arrebató a Oritía. Un golpe del viento Bóreas la precipitó desde las rocas próximas, mientras jugaba con la ninfa Farmacia y que, habiendo muerto así, fue raptada, según se dice, por el Bóreas.[149]
- Imbraso (Samos) —  los samios dicen que Hera nació en sus tierras, a orillas del Imbraso.[150] Ateneo dice que por Quesias Imbraso engendró a Ocírroe y que ésta fue perseguida por Apolo.[151]
- Inopo (Delos) —  dice Calímaco que las ninfas de la isla de Delos son hijas del Inopo y que participaron en la crianza de los infantes Apolo y Artemisa.[152]
- Lamo (Cilicia) —  en la más alta cima del Helicón hay un río pequeño, el Lamo.[153] Entonces, su hermano Hermes lo levantó en sus brazos, aun niño que no llora, tras haber pasado por un parto sin lavados. Y dejó a la criatura, imagen y figura de la cornuda Selene, a cargo de las ninfas de los ríos, las hijas de Lamo. Ellas iban a cuidar al hijo de Zeus, el señor de los racimos. Acogieron a Dioniso y lo acunaron en sus brazos.[154]
- Marsias (Frigia) —  en su origen un sátiro que fue desollado por Apolo y le dio nombre a un río.[7] Y, una vez informados, los carios se reunieron en un lugar denominado «Columnas Blancas», a orillas del río Marsias, que procede de la región Idríade.[155] Según Ovidio, las fuentes del río Marsias en Frigia (hoy llamado arroyo Çine), se unen al Meandro cerca de Celenas, donde Heródoto informó de que la piel desollada de Marsias todavía se podía ver.[156]
- Meles o Melete (Lidia) —  los de Esmirna afirman que Homero era hijo de Meles, el río de su tierra, y de la ninfa Creteida, y que al principio se llamaba Melesígenes, pero luego, al quedarse ciego, recibió el nombre de Homero.[157] Ártemis, tras haber abrevado sus corceles en el Melete de espesos junquerales, impulsa raudamente su carro, todo de oro, a través de Esmirna.[158]
- Númico o Numicio (Lacio) —  Afrodita, conduciendo su carro hasta Laurento; donde cubierto de caña serpea hasta los estrechos, de sus caudales ondas vecinos, el Numicio. A él ordena que a Eneas de todo lo sujeto a la muerte purifique y lo lleve hacia las superficies por su tácito curso.[159]
- Pactolo[7] (Lidia) —  con el fin de contemplar las admirables labores de Aracne, con frecuencia abandonaban sus zarzas las ninfas del Tmolo y también abandonaban sus ondas las ninfas del Pactolo.[160] En las aguas del Pactolo se dice que Midas se lavó las manos para quitarse su toque dorado.[161] Sófocles reconoce a Gea como soberana de las «corrientes doradas del Pactolo».[162] Heródoto ya se hace eco de la fama del Pactolo en tierras lidias; cuyas aguas llevaban sedimentos de oro. [163]
- Plisto o Pleísto (Fócide) —  en las Euménides es la pitia quien juramenta por fuentes del Plisto; las ninfas de la cueva Corícide también habitaban sus aguas.[164]
- Pórpax (Sicilia) —  Eliano dice que los habitantes de Egesta honran bajo la imagen de hombres a los ríos Pórpax, Crimeso y Telmeso.[165]
- Rin (Iberia) —  citado por Nono, se dice que en la boda de Poseidón y Beroe «el Rin ibérico trajo oro». El mismo autor se refiere a «ibérico» como sinónimo impreciso de «occidental».[166]
- Ríndaco (Frigia y Bitinia) — mencionado al menos por Plinio[167]y Estrabón.[168] La ninfa de las montañas se lamentaba entre reproches a la homicida Nicea, llorando la muerte de Himno, y, por otra, tras salir de su palacio de hermosos torrentes, la ninfa del Ríndaco, era llevada descalza por las aguas, estaba totalmente desolada.[169]
- Satnioente o Satnieo (Tróade) —  Agamenón, soberano de hombres, mató a Élato, que habitaba a orillas del Satnioente, de bello caudal, en la escarpada Pédaso.[170]
- Selemno (Acaya) —  en Argira discurre el Selemno y los habitantes locales dicen que antes era un hombre. Selemno, que era visitido por Argira, una ninfa del mar, se encontró solo cuando dejó de ser hermoso. Murió de amor y Afrodita, apiadada, lo convirtió en el río.[171]
- Simeto (Sicilia) —  Acis había sido de Fauno (Pan) y de la ninfa Simétide creado.[172]
- Termeso (Beocia) — en el Helicón, yendo hacia el bosque sagrado de las musas, a la izquierda está la fuente Aganipe; dicen que Aganipe es hija de Termeso: este Termeso corre junto al Helicón; y yendo por el camino directo hacia el bosque sagrado hay un retrato de Eufeme, la nodriza de las musas.[173]
- Tiberino (Roma) — Los augures se dirigen a Tiberino, Espinón, Anemón, Nodino y otros nombres de ríos próximos.[77] Hay dioses que tienen su nombre por fuentes y ríos y otras aguas, como Tiberino (Tiberinus) por el Tíber (Tiberis), y por el lago del Velino (Velinus), Velinia (Velinia), y las ninfas llamadas Commotiles «Conmótiles», junto al lago de Cutilia (Sabina), por la agitación (commotus), porque allí una isla se agita (commovetur) en el agua.[174]
- Titareso o Titaresio (Tesalia) —  cerca de Dodona discurre el amable Titareso que vierte al Peneo su bella corriente de agua.[175] Tras atravesar las ciudades de los lapitas y algunas de los perrebios, alcanza el Tempe, habiendo recibido numerosos afluentes, uno de los cuales es precisamente el Europo, al que los poetas llaman Titaresio, dado que tiene sus fuentes en el monte Titaro, estrechamente unido al Olimpo.[176]